# Heléne Glant
Heléne Glant, född Sigrid Anna Helene Nahlin 20 juli 1952 i Karlskoga, är en svensk socionom, författare och legitimerad psykoterapeut.

## Biografi
Glant studerade mellan 1971 och 1975 till socionom vid Socialhögskolan i Örebro. 1992–1996 läste hon till licens som psykoterapeut inom kognitiv psykoterapi vid Huddinge sjukhus, varefter hon sedan 1997 verkat i yrket. 2013–2014 läste hon dessutom kriminologi vid Stockholms universitet.
Sedan 1983 har Glant varit inriktad på arbete med ätstörningar som anorexi, bulimi och BED. Hon har varit behandlingschef vid specialenheten för ätstörningar på Nordiska Klinikerna vid Löwenströmska lasarettet i Upplands Väsby och även VD för Nordiska Klinikerna (mellan 1999 och 2003; numera Capio Anorexicenter). Hennes självhjälpsböcker och metoder är vitt spridda, använda och praktiserade. 1999 medverkade hon som terapeut i Göran Stangertz TV-film En dag i taget.
Helene Glant var åren 2005–2009 VD för Iris Utvecklingscenter.